# Släggkastning för damer i friidrott vid olympiska sommarspelen 2016
Damernas släggkastning vid olympiska sommarspelen 2016, i Rio de Janeiro i Brasilien avgjordes den 16-18 augusti på Estádio Olímpico João Havelange.

## Medaljörer
| Spel          | Guld                   | Silver            | Brons                         |
| Släggkastning | Anita Włodarczyk Polen | Zhang Wenxiu Kina | Sophie Hitchon Storbritannien |

## Resultat
| Placering | Grupp | Namn                       | Nationalitet   | #1    | #2    | #3    | Resultat | Noteringar |
| --------- | ----- | -------------------------- | -------------- | ----- | ----- | ----- | -------- | ---------- |
| 1         | A     | Anita Włodarczyk           | Polen          | 76,93 |       |       | 76,93    | Q          |
| 2         | B     | Zhang Wenxiu               | Kina           | x     | 70,72 | 73,58 | 73,58    | Q          |
| 3         | A     | Rosa Rodriguez             | Venezuela      | x     | 69,34 | 72,41 | 72,41    | Q, SB      |
| 4         | B     | Joanna Fiodorow            | Polen          | 71,77 | 71,59 | 69,29 | 71,77    | q          |
| 5         | A     | Zalina Marghieva           | Moldavien      | 68,80 | 71,72 | 70,90 | 71,72    | q          |
| 6         | B     | Betty Heidler              | Tyskland       | 71,17 | 66,62 | 68,60 | 71,17    | q          |
| 7         | B     | Hanna Maljsjtjyk           | Belarus        | x     | 64,69 | 71,12 | 71,12    | q          |
| 8         | B     | Amber Campbell             | USA            | 71,09 | x     | x     | 71,09    | q          |
| 9         | A     | DeAnna Price               | USA            | 69,25 | 69,52 | 70,79 | 70,79    | q          |
| 10        | A     | Wang Zheng                 | Kina           | 68,91 | 70,60 | x     | 70,60    | q          |
| 11        | B     | Sophie Hitchon             | Storbritannien | x     | 70,37 | 68,68 | 70,37    | q          |
| 12        | A     | Alexandra Tavernier        | Frankrike      | x     | 68,42 | 70,30 | 70,30    | q          |
| 13        | B     | Hanna Skydan               | Azerbajdzjan   | 67,05 | 68,98 | 70,09 | 70,09    |            |
| 14        | A     | Gwen Berry                 | USA            | 68,07 | x     | 69,90 | 69,90    |            |
| 15        | B     | Malwina Kopron             | Polen          | 69,31 | 69,69 | x     | 69,69    |            |
| 16        | A     | Liu Tingting               | Kina           | 67,40 | 69,14 | 63,35 | 69,14    |            |
| 17        | A     | Katerina Safrankova        | Tjeckien       | 66,52 | 68,33 | 65,30 | 68,33    |            |
| 18        | B     | Kathrin Klaas              | Tyskland       | 67,92 | 64,89 | 67,01 | 67,92    |            |
| 19        | A     | Martina Hrašnová           | Slovakien      | 67,63 | 66,10 | 64,32 | 67,63    |            |
| 20        | A     | Alena Sobaleva             | Belarus        | x     | 66,71 | 67,06 | 67,06    |            |
| 21        | B     | Tuğçe Şahutoğlu            | Turkiet        | 65,47 | 67,05 | 61,92 | 67,05    |            |
| 22        | A     | Iryna Novozjylova          | Ukraina        | 66,70 | x     | 65,15 | 66,70    |            |
| 23        | A     | Heather Steacy             | Kanada         | 66,01 | x     | 63,78 | 66,01    |            |
| 24        | B     | Marina Marghieva-Nikisenko | Moldavien      | 65,19 | 63,82 | 65,10 | 65,19    |            |
| 25        | B     | Amy Sene                   | Senegal        | 64,83 | x     | 60,91 | 64,83    |            |
| 26        | A     | Kıvılcım Kaya Salman       | Turkiet        | x     | x     | 64,79 | 64,79    |            |
| 27        | B     | Jennifer Dahlgren          | Argentina      | 63,03 | x     | x     | 63,03    |            |
| 28        | B     | Iryna Kljmets              | Ukraina        | 62,00 | x     | 62,75 | 62,75    |            |
| 29        | A     | Charlene Woitha            | Tyskland       | x     | x     | 62,50 | 62,50    |            |
| 30        | A     | Daina Levy                 | Jamaica        | x     | 60,35 | x     | 60,35    |            |
| 31        | B     | Natalija Zolotuchina       | Ukraina        | 56,60 | x     | 56,96 | 56,96    |            |
| 32        | B     | Yirisleydi Ford            | Kuba           | 10,91 | x     | x     | 10,91    |            |

### Final
| Placering | Idrottare           | Nationalitet   | #1    | #2    | #3    | #4               | #5               | #6               | Resultat | Noteringar   |
| --------- | ------------------- | -------------- | ----- | ----- | ----- | ---------------- | ---------------- | ---------------- | -------- | ------------ |
| 1         | Anita Włodarczyk    | Polen          | 76,35 | 80,40 | 82,29 | x                | 81,74            | 79,60            | 82,29    | Världsrekord |
| 2         | Zhang Wenxiu        | Kina           | 75,06 | 74,04 | 76,19 | 74,65            | 76,75            | 70,93            | 76,75    | SB           |
| 3         | Sophie Hitchon      | Storbritannien | x     | 73,29 | 71,73 | 72,28            | 72,89            | 74,54            | 74,54    | NR           |
| 4         | Betty Heidler       | Tyskland       | 71,38 | 69,24 | 69,84 | 72,71            | 73,71            | x                | 73,71    |              |
| 5         | Zalina Marghieva    | Moldavien      | 69,01 | x     | 72,38 | 73,50            | 72,96            | 70,24            | 73,50    |              |
| 6         | Amber Campbell      | USA            | 68,18 | 68,85 | 70,20 | 70,57            | 72,74            | 71,09            | 72,74    |              |
| 7         | Hanna Maljsjtjyk    | Belarus        | 66,58 | x     | 70,38 | 70,60            | 69,68            | 71,90            | 71,90    |              |
| 8         | DeAnna Price        | USA            | 68,12 | x     | 70,95 | x                | 61,95            | 69,18            | 70,95    |              |
| 9         | Joanna Fiodorow     | Polen          | 69,87 | x     | 68,63 | Gick inte vidare | Gick inte vidare | Gick inte vidare | 69,87    |              |
| 10        | Rosa Rodríguez      | Venezuela      | 67,94 | 66,87 | 69,26 | Gick inte vidare | Gick inte vidare | Gick inte vidare | 69,26    |              |
| 11        | Alexandra Tavernier | Frankrike      | x     | 65,18 | x     | Gick inte vidare | Gick inte vidare | Gick inte vidare | 65,18    |              |
| –         | Wang Zheng          | Kina           | x     | x     | x     | Gick inte vidare | Gick inte vidare | Gick inte vidare | NM       |              |